# The Mammoth Book of Best New Horror: Volume 21
The Mammoth Book of Best New Horror: Volume 21 är den tjugoförsta volymen i antologiserien med samma namn. Den publicerades 2010 på det brittiska bokförlaget Robinson och i USA på Running Press.

## Innehåll
- "Introduction: Horror in 2009" av Stephen Jones
- "The Woods" av Michael Kelly
- "Throttle" av Joe Hill och Stephen King
- "Out and Back" av Barbara Roden
- "Respects" av Ramsey Campbell
- "Cold to the Touch" av Simon Strantzas
- "The Game of Bear" av M. R. James och Reggie Oliver
- "Shem-El-Nessim: An Inspiration in Perfume" av Chris Bell
- "What Happens When You Wake Up in the Night" av Michael Marshall Smith (British Fantasy Award 2010)[1]
- "The Reunion" av Nicholas Royle
- "Mami Wata" av Simon Kurt Unsworth
- "Venturi" av Richard Christian Matheson
- "Party Talk" av John Gaskin
- "Two Steps Along the Road" av Terry Dowling
- "The Axholme Troll" av Mark Valentine
- "Granny's Grinning" av Robert Shearman
- "In the Garden" av Rosalie Parker
- "After the Ape" av Stephen Volk
- "The Nonesuch" av Brian Lumley
- "Princess of the Night" av Michael Kelly
- "Necrology: 2009" av Stephen Jones och Kim Newman